# Albert Hofmann
Albert Hofmann (ur. 11 stycznia 1906 w Baden, zm. 29 kwietnia 2008 w Burg im Leimental) – szwajcarski chemik, który jako pierwszy zsyntetyzował dietyloamidu kwasu lizergowego (LSD) i badał na sobie jego działanie psychodeliczne. Hofmann jest autorem ponad stu publikacji naukowych, a także wielu książek, m.in. LSD: Moje trudne dziecko. 11 stycznia 2006, kiedy Hofmann ukończył 100 lat, zorganizowano międzynarodowe sympozjum na temat LSD.

## Życiorys

### Młodość i wykształcenie
Urodzony w Baden w Szwajcarii, Hofmann był pierwszym z czworga dzieci Adolfa Hofmanna i jego żony Elżbiety. Z powodu niskich dochodów rodziców, za edukację Hofmanna płacił jego ojciec chrzestny. Kiedy ojciec Hofmanna zaczął chorować, Albert uczył się i pracował jednocześnie. W wieku 20 lat rozpoczął studia chemiczne na Uniwersytecie w Zurychu, które ukończył trzy lata później, w roku 1929. Interesował się głównie budową chemiczną roślin i zwierząt, przeprowadzając przełomowe badania nad często występującym związkiem organicznym, chityną, z czego w roku 1930 otrzymał doktorat z wyróżnieniem.

### Odkrycie LSD
Rozpoczął pracę w dziale farmaceutyczno-chemicznym koncernu Sandoz Laboratories (obecnie Novartis) w Bazylei jako współpracownik profesora Artura Stolla, założyciela i dyrektora działu farmaceutycznego. Jego badania nad używaną w medycynie cebulicą (cebulą morską) i buławinką czerwoną miały na celu oczyszczenie i syntezę substancji aktywnych tychże roślin do użytku farmaceutycznego. Hofmann odkrył strukturę chemiczną glikozydu cebulicy (główny związek aktywny cebuli morskiej). Badając pochodne kwasu lizerginowego Hofmann w roku 1938 po raz pierwszy zsyntetyzował LSD-25. Głównym celem syntezy było otrzymanie stymulatora oddechowo-krążeniowego (analeptyku). Naukowiec zawiesił badania i postanowił zająć się nimi ponownie dopiero pięć lat później, dokładnie 16 kwietnia 1943 r. Podczas resyntezy LSD wchłonął prawdopodobnie niewielką ilość substancji i zanim opuścił laboratorium, poczuł, że wszystko wkoło faluje. Trzy dni po zdarzeniu, Hofmann świadomie przyjął 250 µg LSD, doświadczając następnie jego silnego działania psychodelicznego. Do domu wrócił na rowerze, a w rocznicę tego wydarzenia entuzjaści substancji psychodelicznych świętują tzw. Bicycle Day. Naukowiec przeprowadził następnie serię eksperymentów na sobie i swoich kolegach. W opisie owych eksperymentów Hofmann twierdził, iż doświadczył: „znacznego zmęczenia połączonego z lekkimi zawrotami głowy”, a jego „wyobraźnia była niesamowicie pobudzona”.

### Dalsze badania
Został dyrektorem departamentu produktów naturalnych koncernu Sandoz i kontynuował badania nad substancjami halucynogennymi grzybów meksykańskich oraz roślin używanych przez plemiona aborygeńskie. Skutkiem badań była synteza psylocybiny, substancji aktywnej wielu grzybów psylocybinowych. Hofmann zainteresował się również nasionami meksykańskiej odmiany powojów Rivea corymbosa, nazywanych przez tubylców Ololiuhqui. Naukowca zdziwiło, iż zawarty w roślinie związek aktywny ergina (amid kwasu lizerginowego) ma bardzo zbliżone działanie do LSD.
W roku 1962 Hofmann wraz ze swoją żoną Anitą wybrał się do Meksyku w poszukiwaniu rośliny Ska Maria Pastora (boskiej szałwii), później znanej pod nazwą Salvia Divinorum. Wprawdzie zdobył próbki rośliny, ale nigdy nie udało mu się wyizolować jej głównego składnika aktywnego – salwinoryny A.

„Myślę, iż nigdy wcześniej w ludzkiej ewolucji LSD nie było aż tak potrzebne. Substancja ta jest narzędziem, które umożliwi nam rozwinąć się w to, czym mamy być, ulepszyć.”

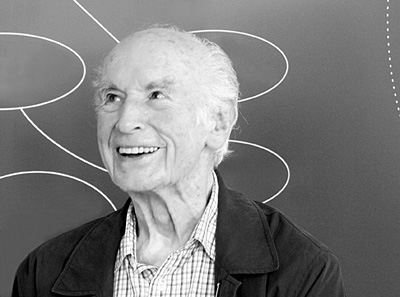
Albert Hofmann w 2006

Nazwał LSD „lekiem dla duszy”, dlatego bardzo dotknął go międzynarodowy zakaz stosowania tego środka, w konsekwencji którego badania naukowca zostały zepchnięte do podziemia. Hofmann argumentował, iż LSD „stosowano w psychoanalizie z powodzeniem przez 10 lat”, dodając, że w latach sześćdziesiątych lek został przechwycony przez ruch hippisowski, a następnie niesprawiedliwie osądzony przez establishment, któremu hippisi się sprzeciwiali. Jednakże przyznał, że w niepowołanych rękach LSD może być niebezpieczne.
W grudniu 2007 roku przedstawiciele szwajcarskiej służby zdrowia zezwolili na przeprowadzenie psychoterapeutycznych doświadczeń na pacjentach nieuleczalnie chorych na raka oraz cierpiących na inne śmiertelne choroby. Były to pierwsze badania nad leczniczym wpływem LSD na ludzi, gdyż wcześniejsze doświadczenia skupiały się na oddziaływaniu tej substancji na stany świadomości i organizmu. Hofmann udzielił poparcia tej inicjatywie, nadal wierząc w terapeutyczne właściwości LSD.
Hofmann miał przemówić na trwającym od 21 do 24 marca 2008 roku Światowym Sympozjum Psychodelicznym, jednak ze względu na zły stan zdrowia nie mógł tego uczynić. Miesiąc później (29 kwietnia 2008 roku), mając przeszło 102 lata, zmarł z powodu ataku serca w domu położonym nieopodal Bazylei w Szwajcarii.

## Publikacje
W książce LSD: Moje trudne dziecko (wydanie polskie 2016, ISBN 978-83-60685-26-6) Hofmann opisuje osobiste doświadczenia z halucynogenem. Razem z R. Gordonem Wassonem oraz Carlem Ruckiem i Blaise Staplesem napisał The Road to Eleusis: Unveiling the Secret of the Mysteries (Hermes Press, 1998, North Atlantic Books, 2008), która odkrywa sekrety tajemniczego eliksiru, stanowiącego główną część misteriów eleuzyjskich, przez co jest ważnym czynnikiem w rozwoju cywilizacji Zachodu. Znaczenie misteriów eleuzyjskich w dzisiejszym świecie oraz zastosowanie doświadczeń psychodelicznych w metafizyce Hofmann opisuje bardziej wnikliwie w esejach opublikowanych w Entheogens and the Future of Religion (Council on Spiritual Practices, San Francisco, 1999), a w Outside Looking In (Park Street Press, Rochester, VT, 1999) pisze o swoich relacjach z apologetą LSD Timothym Learym.